# Conferencia de La Haya de Derecho Internacional Privado

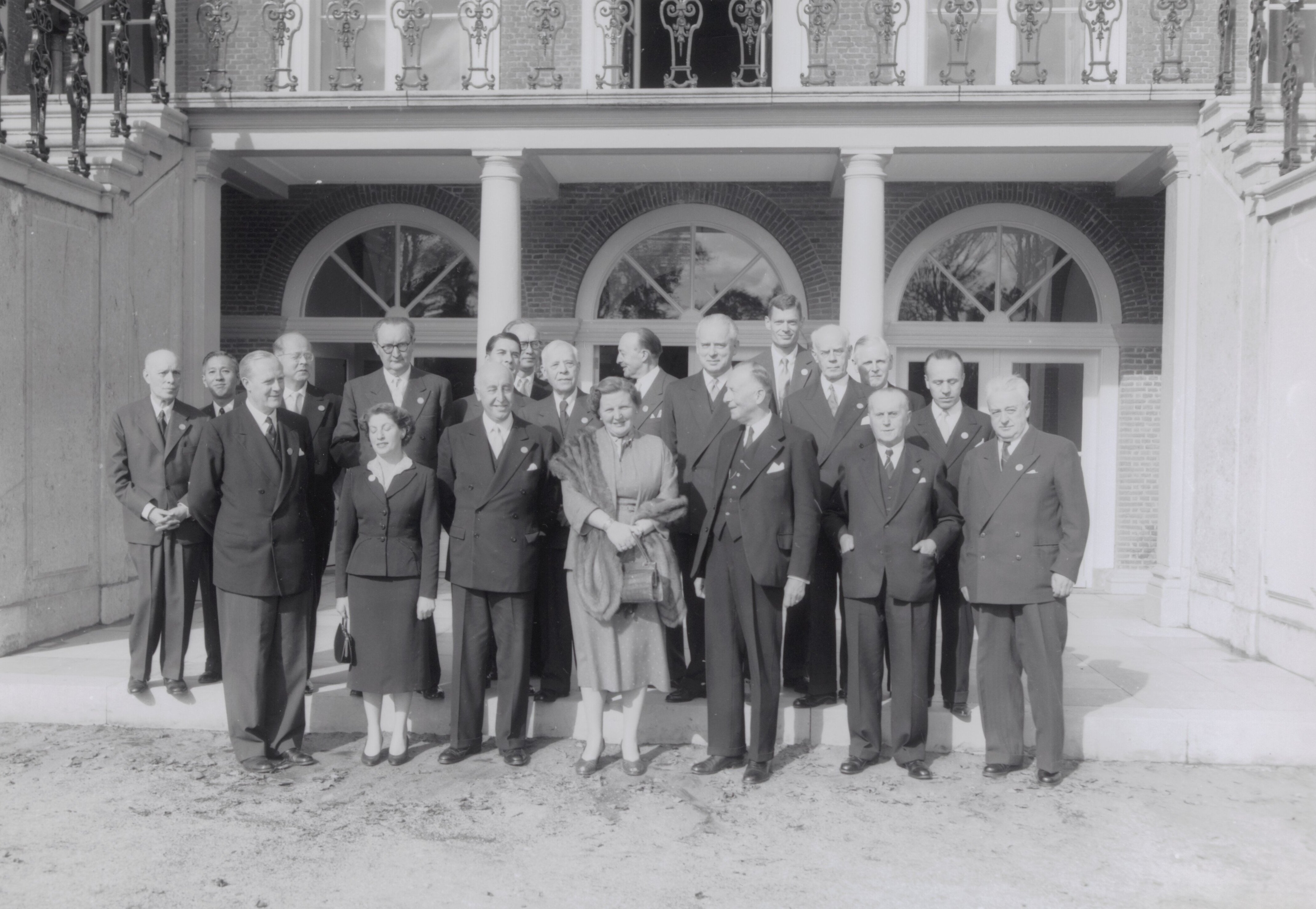
Colección de fotografías Impresión ANEFO Rousel, Conferencia de La Haya de Derecho Internacional Privado, Juliana de Holanda en 1956

La Conferencia de La Haya del Derecho Internacional Privado o (COHADIP), es una organización internacional con sede en la ciudad de La Haya (Países Bajos) que tiene por objeto buscar la homologación de las normas de derecho internacional privado a nivel mundial, ha elaborado una treintena de convenciones internacionales donde una veintena están actualmente en vigencia, y de ellas una gran parte  corresponde exclusivamente a conflictos de legislación, por ejemplo en materias de ley aplicable a las obligaciones alimentarias, a los accidentes de tránsito en carreteras, a la responsabilidad de hechos y resultados, a los regímenes matrimoniales o sobre las sucesiones. En 2024 se añadió el español como tercer idioma oficial, además del francés y el inglés.

## Países miembros de la HCCH
En 2023 se cuenta con 91 miembros, es decir, 90 Estados y una organización internacional (Unión Europea), los miembros de la Conferencia de La Haya de Derecho Internacional Privado son: 
1. Albania
2. Alemania
3. Andorra
4. Arabia Saudita
5. Argentina
6. Armenia
7. Australia
8. Austria
9. Azerbaiyán
10. Belarús
11. Bélgica
12. Bosnia-Herzegovina
13. Brasil
14. Bulgaria
15. Burkina Faso
16. Canadá
17. Chile
18. China
19. Chipre
20. Corea del Sur
21. Costa Rica
22. Croacia
23. Dinamarca
24. Ecuador
25. Egipto
26. El Salvador
27. Eslovaquia
28. Eslovenia
29. España
30. Estados Unidos
31. Estonia
32. Filipinas
33. Finlandia
34. Francia
35. Georgia
36. Grecia
37. Honduras
38. Hungría
39. India
40. Irlanda
41. Islandia
42. Israel
43. Italia
44. Japón
45. Jordania
46. Kazajistán
47. Letonia
48. Lituania
49. Luxemburgo
50. Macedonia del Norte
51. Malasia
52. Malta
53. Marruecos
54. Mauricio
55. México
56. Moldavia
57. Mónaco
58. Mongolia
59. Montenegro
60. Namibia
61. Nicaragua
62. Noruega
63. Nueva Zelanda
64. Países Bajos
65. Panamá
66. Paraguay
67. Perú
68. Polonia
69. Portugal
70. Reino Unido
71. República Checa
72. República Dominicana
73. Rumania
74. Rusia
75. Serbia
76. Singapur
77. Sri Lanka
78. Sudáfrica
79. Suecia
80. Suiza
81. Surinam
82. Tailandia
83. Túnez
84. Turquía
85. Ucrania
86. Unión Europea
87. Uruguay
88. Uzbekistán
89. Venezuela
90. Vietnam
91. Zambia

## Países candidatos a ser miembros de la HCCH
1. Colombia
2. Líbano